# Ankogel
Ankogel je hora v pohoří Vysoké Taury v Rakousku. Leží na hranici spolkových zemí Salcbursko a Korutany. Hora není sice nejvyšším vrcholem skupiny Ankogelgruppe (Hochalmspitze – 3360 m), ale dala jí jméno. Z Mallnitz vede do výše 2630 m lanová dráha. Z vrcholu je obsáhlý výhled např. na Grossglockner, Ennstalské Alpy, Karavanky až po Dolomity.

## Historie
Do roku 1932 byla hora o 16 metrů vyšší. Při mohutném skalním sesuvu se však celá vrcholová část zřítila. Přes svou zdánlivě těžkou dostupnost hovoří staré kroniky o prvním dobytí vrcholu již v roce 1762 jistým Patschgem. Předpokládá se, že byl Ankogel nejdříve vylezeným ledovcovým vrcholem v Alpách. První turistický výstup se povedl Karlu Thurwieserovi spolu s lesníkem Riesem 17. října 1822. Druhý pokus uskutečnili 4. srpna 1826 arcivévoda Johann, baron Herbert a několik průvodců. V obou případech se jednalo o výstupy dnešními klasickými cestami.

## Výchozí body
Jihozápad
Z jihozápadu plní funkci výchozího bodu významné středisko Mallnitz. Odtud vede do doliny Dösener Tal cesta č. 510 na chatu Artur von Schmidt Haus. Opěrným bodem z této strany je však až chata Hannover Hütte, která je přístupná lanovkou z údolí Seebachtal (4 km od Mallnitz)
Východ
Od východu je nejlepším startovním bodem přehradní nádrž Kölnbreinspeicher (1902 m) zasazená do konce údolí Maltatal jako závěr vysokohorské silnice Malta Hochalpenstrasse. Od přehrady jde stezka č. 502 přímo po jejím pravém břehu až k opěrnému bodu pro výstup – chatě Osnabrücker Hütte.

## Výstupové cesty
- Cesta od chaty Hannoverhaus není nikterak náročná, přesto se však jedná o vysokohorskou turistiku. Ve svém závěru dokonce přechází ledovec a pokračuje lehkým lezením po vrcholovém hřebeni (stupeň I.UIAA). Jeho obtížnost je zcela závislá na panujících sněhových podmínkách. Délka : Alpenrose – Hannoverhaus (4 hod.) – Ankogel (2 hod.) – sestup (4 hod.) Celkem 10 hod. Při použití lanovky na Hanoverhaus se přístup na chatu zkrátí o 2,30 hod. (na mezistanici) nebo jen na 30 minut (až k chatě).
- Cesta z údolí Anlauftal je poměrně dlouhá a nejméně chozená. V zimě je použitelná i pro skialpinisty. Od parkoviště v údolí jde cesta č. 516 až k polaně Redeckalm (1570 m). Zde končí značená stezka. Zkušení turisté, kteří umějí číst terén však mohou pokračovat dále. V sedle Redeckscharte (2872 m) se výstupová cesta spojuje s předchozí trasou. Délka : Anlauftal – Redeckalm (1,30 hod.) – Ankogel (2,30 hod.) – sestup (3,30 hod.) Celkem 7,30 hod.
- Nejtěžší a nejdelší cestou vedoucí k vrcholu Ankogel je cesta od chaty Osnabrücker Hütte. Od chaty stoupá stezka č. 538 okolo Unterer a Oberer Schwarzhornsee až na okraj ledovce Kleinlendkees, který vzápětí překračuje v západním směru až pod závěrečný vrcholový hřeben. Ledovec je rozbrázděn několika trhlinami (nutná ledovcová výzbroj). Lezením stupně I-II.UIAA chodník překonává ostrý skalnatý hřeben. Hřeben je exponovaný a jeho přechod je zcela závislý na množství sněhu. Délka : Kölnbreinspeicher – Osnabrücker Hütte (2 hod.) – Ankogel (3,5 hod.) – sestup (4 hod.) Celkem 9,5 hod.

## Chaty
- Osnabrücker Hütte (2022 m)
Postavena v roce 1899. V roce 1929 byla zničena lavinou. Znovu postavena v roku 1931 a v roce 1980 zrenovována do současné podoby. Otevřena od poloviny června do poloviny září. Nabízí 51 lůžek a 14 míst ve winterraumu. Je ve vlastnictví německé sekce horského spolku Alpenverein.
- Hannoverhaus (2565 m)
Postavena v roce 1911 a v roce 1966 přestavěna. Otevřena od začátku června do konce září. Nabízí 70 lůžek a 10 míst v zimním winterraumu. Je ve vlastnictví německé sekce Hannover horského spolku Alpenverein. S jedním přestupem se lze 100 metrů pod chatu dostat lanovkou.
- Celler Hütte (2240 m)
Jedná se o bivakovací chatku. Otevřena od konce června do začátku září. Chata se nachází jihovýchodně od vrcholu Ankogel na cestě zvané Celer weg. Tato trasa je velmi zdlouhavým přístupem na chatu Hannoverhaus. Chata nabízí nouzové místo 10 nocležníkům. Je ve vlastnictví německé sekce horského spolku Alpenverein. V zimě je uzavřená pro takřka nemožnost přístupu.

## Okolí
Ledovce
Svahy Ankogelu skýtají čtyři ledovce (největší Kleinlendkees, Radeckkees, Lassacher Kees a již zanikajícím Plessnitzkees).
Údolí
Vrchol je obklopen čtyřmi údolími – Molltal na jihozápadě, Maltatal na jihovýchodě, Gasteinertal a Grossarltal na severu.
Vrcholy
Významné okolní vrcholy jsou Hochalmspitze (3360 m), Grosser Hafner (3076 m), Reisseck (2965 m), Schareck (3123 m) a Hoher Sonnblick (3106 m).
Maltatal
Toto údolí je významným zdrojem energie pro tuto část Korutan. Řeka Malta (pramení ve skupině Ankogelgruppe) jím protékající má s průtokem 3,8 m³/s za úkol pohánět turbíny místních vodních elektráren. V údolí Maltatal se nachází velké množství vodopádů (Fallbach, Feistritz, Schleierfall, Melnik). Horní částí údolí prochází tzv. „hydrostezka“ – naučná stezka míjející většinu vodopádů a hluboce zaříznuté koryto řeky Malta.
Přehradní nádrž Kölnbreinspeicher
Je na samém konci údolí Maltatal. Výška betonové hráze je 200 metrů, délka 626 metrů. V koruně hráze je šířka 7,6 metru a u paty 41 metru. Hráz zadržuje 200 mil.m³ vody v jezeře. Vodní elektrárny napájené vodami jezera mají celkový výkon 588,3 GWh.

## Mapy
- Kompass č. 66 (Maltatal - Liesertal) – 1:50 000
- Kompass č. 40 (Gasteiner Tal - Goldberggruppe) – 1:50 000
- Kompass č. 49 (Mallnitz - Mölltal - Maltatal) – 1:50 000